# تناجيب
تناقيب (وتُعرف ترجمة من الإنجليزية بتناجيب) هي مجمع نفطي مملوك من قبل شركة النفط أرامكو السعودية متواجدة على ساحل الخليج العربي تبعد حوالي 200 كيلومتر عن شمال مدينة الدمام في المنطقة الشرقية للسعودية. أهم المنشئات المتواجدة هناك هي حقل تناقيب للغاز، ومكاتب صغيرة بالقرب.

## المنشئات
كغيرها من مجمعات شركة أرامكو السعودية، كالسفانية وجزيرة أبو علي وشيبة تحتوي على كافة البنيات الأساسية.

### السكن
يوجد منطقة سكنية صغيرة محمية متوفرة للعاملين فقط، ويوجد مخيم أخر بتجهيزات أقل عن الأول يقع على بعد 3 كم لعمال المقاولات.

### الرعاية الصحية
توجد عيادة على بعد 500 متر غرباً من المنطقة السكنية

## المواصلات

### المطار
تم بناء مطار تناجيب من قبل أرامكو السعودية وهو مخصص فقط للعمال ونقل الحاجيات بين تناجيب ومدن أخرى.

### الطريق السريع
يمكن الوصول إلى تناجيب عبر طريق أبو حدرية